# Aborto forzato di Feng Jianmei
Il 2 giugno 2012 Feng Jianmei è stata costretta ad abortire nella contea di Zhenping, Shaanxi, Cina, quando era incinta di sette mesi del suo secondo figlio.
I funzionari locali avevano chiesto che lei e suo marito pagassero una multa di 40.000 yuan per aver violato la politica nazionale del figlio unico; poiché non sono stati in grado di farlo, le autorità hanno arrestato Feng, le hanno fatto firmare un accordo per abortire e l'hanno tenuta ferma mentre le iniettavano un farmaco abortivo.

## Eventi successivi
L'11 giugno la famiglia di Feng ha pubblicato immagini che ritraevano la donna con il suo bambino nato morto. Le immagini sono diventate presto virali, scatenando polemiche in Cina e attirando l’attenzione internazionale sulla questione degli aborti forzati. In risposta all’attenzione nazionale e internazionale, il governo cinese ha avviato un’indagine, la quale il 26 giugno ha stabilito che Feng non aveva legalmente diritto ad un secondo figlio, ma che i suoi diritti erano stati comunque violati dall'ufficio locale di pianificazione familiare e, di conseguenza, due funzionari erano stati licenziati e altri cinque puniti.
L'incidente ha portato a un maggiore controllo sulla politica cinese del figlio unico, sia a livello nazionale che internazionale. Il caso di Feng è stato citato in editoriali critici nei confronti della politica del figlio unico ed è stato anche utilizzato come esempio di come internet stia dando potere alla gente comune in un ambiente di censura governativa. Il 5 luglio il Parlamento europeo ha approvato una risoluzione che condanna sia il caso di Feng che l'aborto forzato in generale. Il 1º gennaio 2016, dopo mesi di discussioni, la politica cinese del figlio unico è stata sostituita con la politica dei due figli.